# Da'Rick Rogers
Da'Rick Jamal Rogers (Atlanta, 18 giugno 1991) è un giocatore di football americano statunitense che gioca nel ruolo di wide receiver per gli Indianapolis Colts della National Football League (NFL). Al college ha giocato a football all'Università del Tennessee.

## Carriera professionistica

### Buffalo Bills
Dopo non essere stato scelto nel Draft NFL 2013, Rogers firmò con i Buffalo Bills. Fu svincolato il 26 agosto 2013 prima dell'inizio della stagione regolare.

### Indianapolis Colts
Rogers firmò con la squadra di allenamento degli Indianapolis Colts il 2 settembre 2013. Fu promosso nel roster attivo il 19 settembre 2013, ma fu svincolato cinque giorni dopo, salvo rifirmare con la squadra di allenamento il 25 settembre. Fu di nuovo promosso nel roster attivo l'11 novembre 2013, debuttando come professionista il 1º dicembre contro Tennessee Titans. Giocò 13 snap ma non fu lanciato alcun passaggio nella sua direzione. La settimana successiva, in trasferta contro i Cincinnati Bengals, ricevette 6 passaggi per 107 yard e 2 touchdown dal quarterback Andrew Luck. Dopo quella prestazione partì come titolare in tutte le ultime tre gare della stagione. Terminò la sua prima annata con 14 ricezioni per 192 yard e 2 touchdown in 5 presenze.

## Statistiche
| Partite totali      | 5   |
| Partite da titolare | 3   |
| Ricezioni           | 14  |
| Yard ricevute       | 192 |
| Touchdown           | 2   |

Statistiche aggiornate alla stagione 2013